# Consuelo Kanaga
Consuelo Delesseps Kanaga (Astoria, 15 maggio 1894 – Yorktown Heights, 28 febbraio 1978) è stata una fotografa e scrittrice statunitense che divenne nota per le sue foto di afro-americani. Le sue opere sono esposte per la maggior parte al Brooklyn Museum di New York.

## Vita

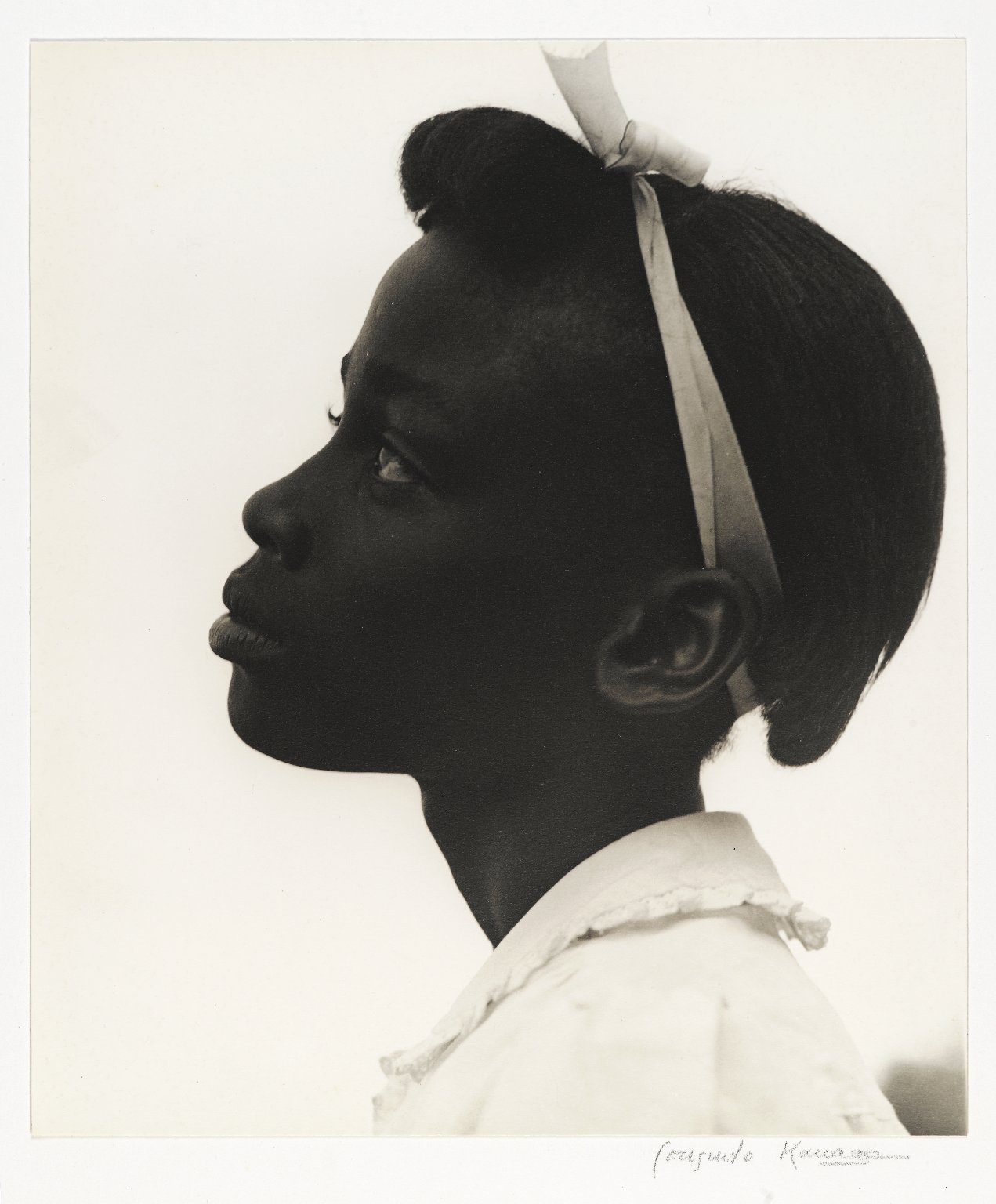
Young Girl in Profile [dalla Tennessee series], 1948, Brooklyn Museum

### Infanzia
Consuelo Kanaga nacque il 15 maggio 1894 ad Astoria, seconda figlia di Amos Ream Kanaga e Mathilda Carolina Hartwig. Suo padre era un avvocato di successo e giudice in Ohio. Dopo essersi trasferito ad Astoria divenne procuratore distrettuale per la città, e viaggiò molto, spesso lasciando la sua famiglia con poche notizie. Dopo il loro trasferimento in California nel 1915 sua madre divenne agente immobiliare, un'occupazione altamente inusuale per una donna a quel tempo. Il cognome "Kanaga" è di origine svizzera, e una genealogia di famiglia ne fa risalire le radici fino ad almeno 250 anni addietro. La ragione del suo nome non è nota sebbene sia inusuale per un nome di donna. Il suo secondo nome "Delesseps" si dice venga dall'ammirazione di sua madre per Ferdinand de Lesseps, il costruttore del canale di Panama.

### Anni '10
Nel 1911 la famiglia si spostò dall'Oregon a Larkspur nella Marin County, in California. Quattro anni più tardi nel 1915 la Kanaga ebbe un lavoro come reporter, scrittrice e fotografa part-time per il San Francisco Chronicle. Dorothea Lange disse che la Kanaga fu la prima donna giornalista fotografa che avesse mai incontrato. Fu lì che lei scoprì il giornale di Alfred Stieglitz Camera Work e decise di divenire una fotografa. Dopo aver incontrato Dorothea Lange, che la incoraggiò ad iniziare la carriera di fotografa. La Lange la introdusse nella vivace comunità di artisti fotografi della Bay Area di San Francisco, tra cui vi erano Anne Brigman, Edward Weston, Francis Bruguière, e Louise Dahl-Wolf. Nel 1919 sposò un ingegnere minerario Evans Davidson ma si separarono dopo due anni.

### Anni '20
Nel 1922 si trasferì a New York per lavorare come fotogiornalista per il giornale New York American. Mentre era a New York un collega del giornale, Donald Litchfield, le fece conoscere Alfred Stieglitz. Stieglitz lavorò con la Kanaga per aiutarla a trasformare la sua visione dal fotogiornalismo ad uno stile fotografico più artistico. Dal marzo del 1923 visse con Litchfield, sebbene all'epoca non avesse ancora divorziato da Davidson. Nel 1924 lei e Litchfield si trasferirono in California, vivendo vicino a Santa Cruz, San Francisco e Los Angeles. Alla fine dell'anno lei terminò la causa di divorzio con Davidson, e si fidanzò con Litchfield. Il fidanzamento non durò più di sei mesi, comunque, e alla fine dell'anno non erano più una coppia.
Nel 1926 incontrò Tina Modotti, che era in visita a San Francisco, e mise insieme a lei una piccola esposizione delle fotografie di Modotti allo studio Kanaga Studio a Post Street. Aiutata dal mecenate Albert Bender, iniziò a pianificare un prolungato tour europeo, e nel 1927 lei passò l'ultima parte dell'anno viaggiando e fotografando tra Francia, Germania, Ungheria e Italia. Mentre era lì incontrò Dahl, e i due viaggiarono insieme per molte settimane.

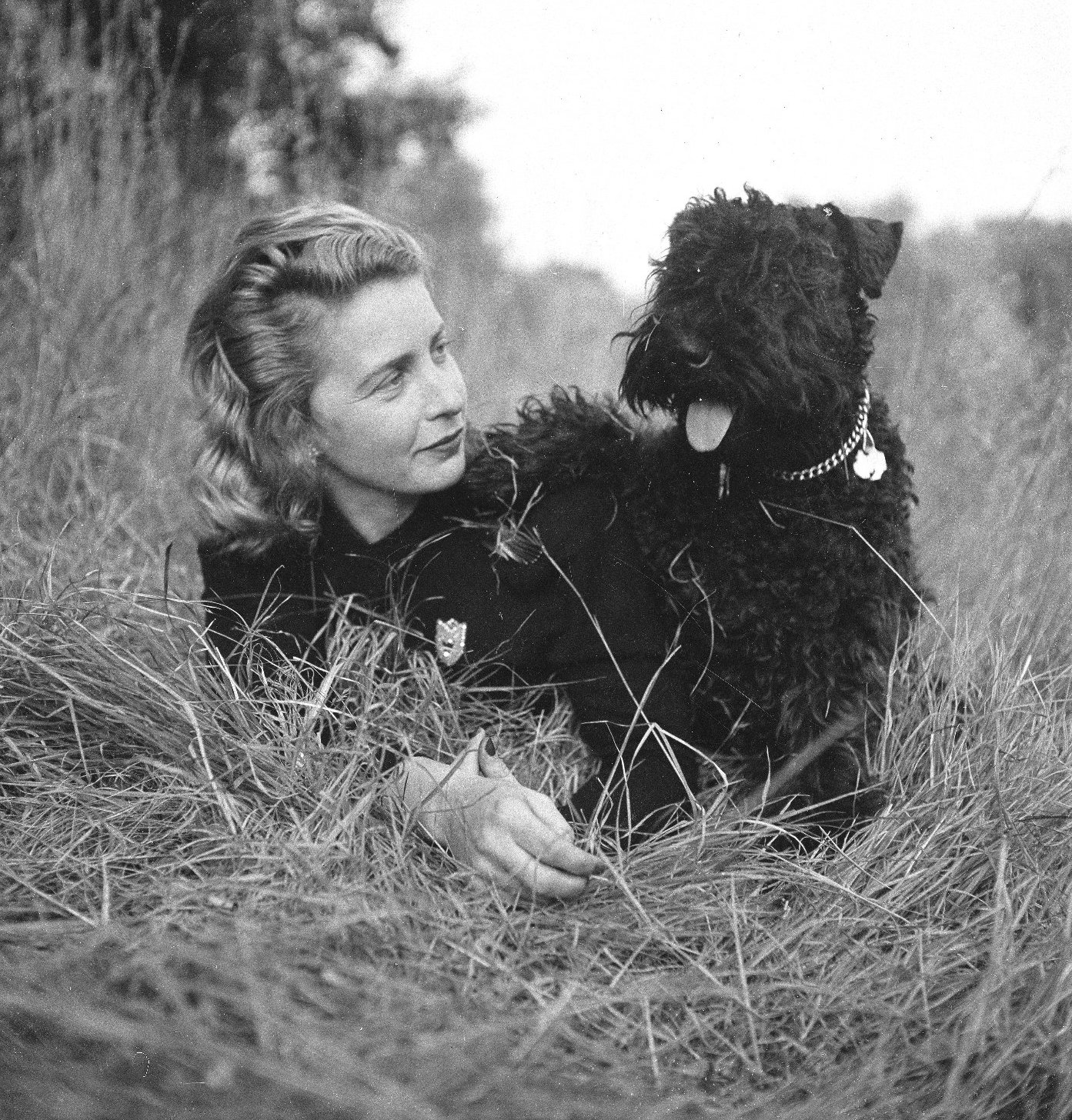
Margaret Wise Brown, anni '40, Brooklyn Museum

Mentre viaggiava in Tunisia nel gennaio del 1928, incontrò James Barry McCarthy, uno scrittore ed ex pilota Irlandese, e a marzo si sposarono. A maggio ritornarono a New York e si stabilirono lì. La Kanaga inizialmente trovò lavoro come ritoccatrice di fotografia, ma nel giro di pochi mesi lei riuscì a procurarsi una sua camera oscura personale e cominciò a stampare la prima delle sue molte foto dall'Europa.

### Anni '30
Nel 1930 lei e McCarthy si trasferirono a San Francisco, e presto si reinserì nella comunità dei fotografi del luogo.
Nel 1931 le incontrò e assunse l'afroamericano Eluard Luchell McDonald, un "uomo per tutti i mestieri", che lavorò per lei come tuttofare e chauffeur. Iniziò a fotografarlo e parlando con lui si appassionò alla condizione degli afro-americani e alla loro continua lotta contro il razzismo. Lei cominciò a dedicare buona parte delle sue fotografie a soggetti afro-americani, alla loro vita quotidiana e alla loro cultura. Nel 1932 fu invitata da Weston e Ansel Adams a partecipare alla mostra del famoso Gruppo f/64 al M.H. de Young Memorial Museum, dove espose 4 stampe. C'è molta confusione sul fatto che la Kanaga dovesse essere considerata all'epoca, un membro del Gruppo f/64. L'annuncio della mostra al de Young Museum aveva in elenco sette fotografi del Gruppo f/64 e diceva "Di volta in volta a vari altri fotografi sarà chiesto di mostrare la propria opera con il Gruppo f/64 Gli invitati alla prima mostra sono: Preston Holder, Consuela Kanaga stessa, Alma Lavenson, Brett Weston".
Comunque nel 1934 il gruppo diffuse una nota sul periodico Camera Craft che diceva: "Il gruppo F:64 include tra i suoi membri i ben noti Edward Weston, Ansel Adams, Willard Van Dyke, John Paul Edwards, Imogen Cunningham, Consuela Kanaga and several others".
In un'intervista, concessa anni dopo, la Kanaga stessa disse "Ero in quella mostra con Edward Welson, Imogen Cunningham, Willard Van Dyke and Ansel Adams, ma non ero in un gruppo, né ho mai fatto parte di qualche altro gruppo, non ero un'appartenente"
Nel 1935 ritornò a New York senza McCarthy e apparentemente i due divorziarono entro l'anno. Lei iniziò a progettare un portfolio dedicato agli Afroamericani e intervistò varie famiglie ad Harlem con cui lei sperava di vivere mentre documentava le loro vite. Mentre si trovava lì rincontrò il pittore Wallace Putnam che lei aveva conosciuto quando era stata a New York la volta precedente. Nell'arco di tre mesi si sposarono. Passarono parte della loro luna di miele in visita ad Alfred Stieglitz a casa sua a Lake George.
Nel 1938 iniziò ad insegnare al Photo League, dove influenzò una nuova generazione di fotografi artistici, inclusi Aaron Siskind.

### Anni successivi
Dal 1940 trovò l'insegnamento troppo restrittivo, e ritornò a fare la fotografa a tempo pieno. Fu attiva come fotografa e espositrice per tutti gli anni 40, 50 e 60. Nell'ultima decade divenne molto attiva nella battaglia per i diritti civili e prese parte a tutte le manifestazioni e marce fotografandole. Nel 1963 fu arrestata ad Albany durante la Marcia per la Pace.
Finalmente sembrò aver trovato in Putnam il giusto partner romantico e artistico, e i due rimasero insieme per il resto della sua vita. Viaggiarono frequentemente e passarono l'ultima metà degli anni 60 andando avanti e indietro per la Francia.
La Kanaga morì il 28 febbraio 1978, a Yorktown Heights, nello stato di New York. Tutto il suo patrimonio ammontava a $1345 in equipaggiamento fotografico, 2500 negativi e 375 stampe. Tutto il resto lo aveva donato agli amici.

## Fotografia
Consuelo Kanaga è stata detta "Tra i fotografi Americani, la più trascendente, e sorprendentemente meno nota" Aveva un ampio spettro di interessi visuali, dal pittorialismo a al fotogiornalismo al ritratto ai panorami cittadini fino alla vita quotidiana. Si è detto che il tema dominante nel suo lavoro è un "costante interesse e impegno nella scena Americana" Ha celebrato l'umano in ogni foto che ha preso, sia che fosse un'immagine di mezzadri e delle loro case del Sud o immagini di vita di fiori e tendaggi. Si è distinta anche per la sua tecnica di alto livello di processamento delle immagini nella camera oscura.
I suoi ritratti includono molti notissimi artisti e scrittori degli anni trenta e 40 tra cui Milton Avery, Morris Kantor, Wharton Esherick, Mark Rothko e W. Eugene Smith.
La Kanaga che era bianca fu una dei pochi fotografi del 1930 a produrre ritratti artistici di persone nere.
Significativamente, le 4 stampe con cui lei contribuì alla prima mostra del gruppo f/64 ne includevano 2 di Eluard Luchell McDaniel, che lei avrebbe fotografato ripetutamente negli anni seguenti. La Kanaga fotografò anche scrittori e intellettuali neri, tra cui Langston Hughes e Countee Cullen.
Nel 1949 partecipò ad importantissime mostre Photographs by 50 Photographers: Landmarks in Photographic History al Museum of Modern Art in New York. All'immagine più nota della Kanaga, "She Is a Tree of Life to Them," fu dato il titolo da Edward Steichen quando la selezionò per la mostra The Family of Man del 1955. La foto, da uno studio di lavoratori migranti in Florida, presenta una snella donna nera, incorniciata da una parete bianca che aduna i figli a lei con un tenero gesto.
Lei continuò a fotografare fino agli anni '60 inclusa una serie di fotografie di dimostranti per i diritti civili ad Albany nel 1963. Nel 1976 il Brooklyn Museum le dedicò un'esposizione retrospettiva personale.
Sul suo lavoro, disse: